# Зепп Маєр
Йозеф Дитер «Зепп» Ма́єр (нім. Josef Dieter "Sepp" Maier, нар. 28 лютого 1944, Меттен) — німецький футболіст. Воротар. Всю ігрову кар'єру провів у «Баварії» (Мюнхен). Триразовий володар Кубка європейських чемпіонів. Чемпіон світу 1974 року і чемпіон Європи 1972 року у складі збірної ФРН. Найкращий німецький воротар XX сторіччя (згідно з IFFHS), тричі визнавався Футболістом року в Німеччині.

## Ігрова кар'єра

### Клубні виступи
У 1958 році 14-річний Зепп Маєр почав тренуватися у юнацькій команді «Баварії» (англ.). В дитинстві він хотів стати актором, тому у професіональній кар'єрі його назвали «клоуном» за емоційну міміку.

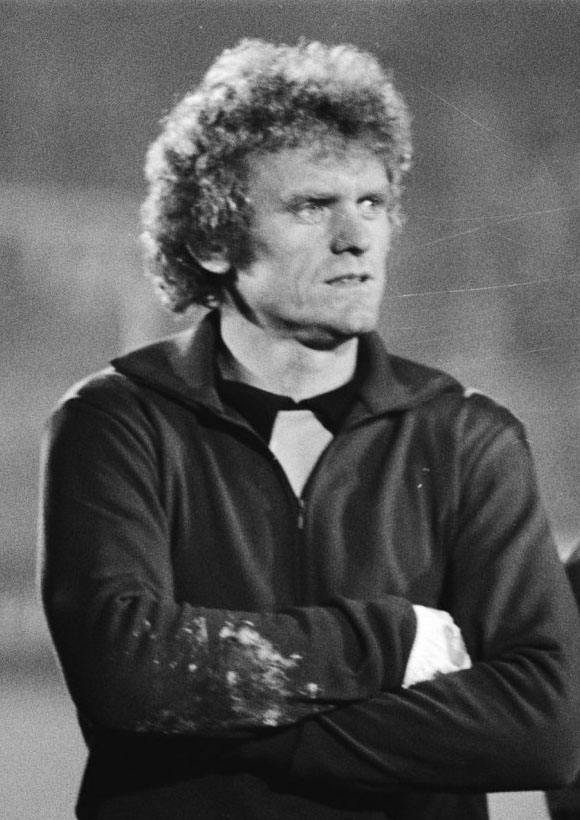
Зепп Маэр 1978 року

З 1963 року Маєр почав залучатися до стартового складу команди і швидко став основним голкіпером «Баварії». До створеної того ж року Бундесліги мюнхенська команда не потрапила і два перші повноцінні сезони молодий воротар провів, граючи у другому за рівнем німецькому дивізіоні.
1965 року «Баварія» нарешті дебютувала у Бундеслізі. Новачок турніру відразу почав боротися за найвищі місця, і за чотири сезони, 1969 року, «Баварія» здобула свій перший титул переможця Бундесліги. Протягом наступного десятиріччя мюнхенський клуб, в якому захисну лінію уособлював Франц Бекенбауер, а в нападі домінував Герд Мюллер, незмінно був серед лідерів німецького і європейського футболу. Зепп Маєр залишався беззаперечним «першим номером» цієї команди до 1979 року, коли він потрапив в автомобільну аварію, отримавши струс мозку і перелом руки. Після п'яти місяців лікування найкращий на той час воротар Німеччини був змушений завершити кар'єру. За 14 сезонів, проведених у Бундеслізі, Маєр пропустив лише 3 матчі, причому 442 гри Бундесліги поспіль, проведені ним з 1966 по 1979 рік і досі лишаються рекордом ліги. Загалом Маєр здобув п'ять титулів чемпіона ФРН, хоча при здобутті останнього з них, у сезоні 1979/80, жодного разу на поле вже не виходив, залишаючись резервним воротарем.
На кар'єру Маєра також припав один з найуспішніших періодів єврокубкової історії «Баварії», протягом якого вона тричі поспіль ставала володарем Кубка чемпіонів, здолавши у фіналі 1974 року мадридський «Атлетіко», 1975 року «Лідс Юнайтед», а 1976 року — «Сент-Етьєн». До того, у 1967 році, «Баварія» обіграла у фіналі Кубка володарів кубків УЄФА шотландський «Рейнджерс». Таким чином Маєр став володарем чотирьох єврокубків, а також автором непересічного воротарського досягнення — пропустив лише один гол у п'яти фінальних іграх європейських кубків (фінал КЧ-1974 включав також другу гру-перегравання).
Особистий внесок воротаря в успіхи його команди визнавався зокрема присудженням звання «Футболіст року в Німеччині» у 1975, 1977 і 1978 роках. А в опитуванні на звання володаря «Золотого м'яча» найкращого футболіста Європи 1975 року Маєр посів 5-е місце.

### Гра за збірну
Ще наприкінці дебютного сезону «Баварії» у Бундеслізі, навесні 1966 року, її молодого голкіпера примітив тренерський штаб національної збірної ФРН, за яку Маєр дебютував того ж травня в одній з товариських ігор. А вже за два місяці він поїхав до Англії на тогорічний чемпіонат світу, де, щоправда, був лише одним з дублерів Ганса Тільковскі і на поле не виходив. А сам турнір завершився для німців поразкою у додатковий час фінальної гри від господарів змагання і «сріблом» світової першості.
Невдовзі досвідчений Тільковскі завершив кар'єру у збірній, і саме Маєру вдалося виграти конкуренцію серед колег за воротарським амплуа і стати на більш ніж десятиріччя беззаперечним основним захисником воріт західнонімецької національної команди. Його першим великим турніром у цьому статусі став чемпіонат світу 1970 року, на якому німці зазнали лише однієї поразки, поступившись італійцям у додатковий час півфінальної зустрічі, яка увійшла до історії як «Матч століття». Згодом вони здолали уругвайців у грі за третє місце, здобувши таким чином «бронзу».
Свій перший титул у складі збірної Маєр здобув 1972 року, на домашньому Євро-1972, де пропустив лише один гол — у півфіналі німці з рахунком 2:1 здолали бельгійців, а у фінальній грі не залишили шансів збірній СРСР (3:0).
За два роки перелік досягнень Маєра поповнився титулом чемпіона світу — на чемпіонаті світу 1974, який також приймала ФРН, господарі, за яких виступали такі зірки світового футболу як Франц Бекенбауер, Берті Фогтс, Герд Мюллер і Пауль Брайтнер, неочікувано зазнали поразки у принциповій грі групового етапу проти східних німців, проте бездоганно провели решту турніру і здобули титул найсильнішої команди світу. Апогеєм їх виступу стала фінальна гра, що проходила у майже рідному для Маєра Мюнхені, в якій німці здобули вольову перемогу 2:1 над нідерландцями з Йоганом Кройфом у складі.
Ще за два роки, у фінальній частині Євро-1976, Маєр з партнерами по команді стали віце-чемпіонами Європи, поступившись за пенальті у фіналі збірній Чехословаччини. У цій серії пенальті Маєр увійшов до історії як воротар, який пропустив оригінальний «удар у стилі Паненки».
Як згодом з'ясувалося останнім у кар'єрі Маєра великим турніром був Чемпіонат світу 1978 року. На цьому четвертому для нього мундіалі Маєр традиційно був основним голкіпером Західної Німеччини і демонстрував надійну гру, проте у команди проявилися проблеми у нападі. Найпопулярнішим рахунком в іграх діючих чемпіонів світу була нічия 0:0 — з таким рахунком завершилися їх ігри першого групового етапу проти Польщі і Тунісу, а також перша гра другого групового етапу проти італійців. У подальших іграх другого групового етапу німецький напад збільшив ефективність, проте з'явилися проблеми у захисті, і, програвши аутсайдерам квартету австрійцям в останньому турі, збірна ФРН навіть не потрапила до гри за третє місце.
Загалом протягом чотирнадцяти років захищав ворота збірної ФРН у 95 матчах, пропустивши 80 голів. Був учасником чотирьох чемпіонатів світу, ставши одним з небагатьох футболістів, які здобули повний комплект нагород цього змагання («золото» 1974 року, «срібло» 1966 року і «бронза» 1970 року). На двох чемпіонатах Європи, де брав участь Маєр, були здобуті титули чемпіона і віце-чемпіона континенту.

## Кар'єра тренера
1988 року повернувся до великого футболу, ставши тренером воротарів збірної ФРН (з 1990 року — об'єднаної Німеччини). З 1994 року обійняв аналогічну посаду і в мюнхенській «Баварії».
Від самого початку роботи в «Баварії» опікувався насамперед підготовкою нового на той час голкіпера цієї команди Олівера Кана. З наступного року Кан став одним з воротарів національної збірної Німеччини, де також готувався до матчів під керівництвом Маєра і на початку 2000-х років став наступником Андреаса Кепке в статусі основного воротаря бундес-тім.
Національну збірну Маєр залишив восени 2004 року після конфлікту з її новопризначеним очільником Юргеном Клінсманном, який віддав перевагу над Каном на воротарській позиції у команді Єнсу Леманну. Маєр продовжував працювати на клубному рівні до виходу на пенсію у 2008 році.

## Статистика виступів

### Клубна статистика
| Сезон   | Клуб               | Ліга         | Чемпіонат | Чемпіонат | Кубок | Кубок | Разом | Разом |
| Сезон   | Клуб               | Ліга         | Ігри      | Голи      | Ігри  | Голи  | Ігри  | Голи  |
| ------- | ------------------ | ------------ | --------- | --------- | ----- | ----- | ----- | ----- |
| 1962–63 | «Баварія» (Мюнхен) | Оберліга     | 4         | 0         | -     | -     | 4     | 0     |
| 1963–64 | «Баварія» (Мюнхен) | Регіоналліга | 23        | 0         | -     | -     | 23    | 0     |
| 1964–65 | «Баварія» (Мюнхен) | Регіоналліга | 36        | 0         | -     | -     | 36    | 0     |
| 1965–66 | «Баварія» (Мюнхен) | Бундесліга   | 31        | 0         | 7     | 0     | 38    | 0     |
| 1966–67 | «Баварія» (Мюнхен) | Бундесліга   | 34        | 0         | 6     | 0     | 40    | 0     |
| 1967–68 | «Баварія» (Мюнхен) | Бундесліга   | 34        | 0         | 7     | 0     | 41    | 0     |
| 1968–69 | «Баварія» (Мюнхен) | Бундесліга   | 34        | 0         | 5     | 0     | 39    | 0     |
| 1969–70 | «Баварія» (Мюнхен) | Бундесліга   | 34        | 0         | 7     | 0     | 41    | 0     |
| 1970–71 | «Баварія» (Мюнхен) | Бундесліга   | 34        | 0         | 5     | 0     | 39    | 0     |
| 1971–72 | «Баварія» (Мюнхен) | Бундесліга   | 34        | 0         | 3     | 0     | 37    | 0     |
| 1972–73 | «Баварія» (Мюнхен) | Бундесліга   | 34        | 0         | 4     | 0     | 38    | 0     |
| 1973–74 | «Баварія» (Мюнхен) | Бундесліга   | 34        | 0         | 4     | 0     | 38    | 0     |
| 1974–75 | «Баварія» (Мюнхен) | Бундесліга   | 34        | 0         | 3     | 0     | 37    | 0     |
| 1975–76 | «Баварія» (Мюнхен) | Бундесліга   | 34        | 0         | 4     | 0     | 38    | 0     |
| 1976–77 | «Баварія» (Мюнхен) | Бундесліга   | 34        | 0         | 3     | 0     | 37    | 0     |
| 1977–78 | «Баварія» (Мюнхен) | Бундесліга   | 34        | 0         | 4     | 0     | 38    | 0     |
| 1978–79 | «Баварія» (Мюнхен) | Бундесліга   | 34        | 0         | 1     | 0     | 35    | 0     |
| 1979–80 | «Баварія» (Мюнхен) | Бундесліга   | 0         | 0         | 0     | 0     | 0     | 0     |
| Усього  | Усього             | Усього       | 536       | 0         | 63    | 0     | 599   | 0     |

### Статистика виступів за збірну
| Дата       | Місто              | Господарі      | Результат  | Гості             | Турнір                | Голи | Примітки |
| ---------- | ------------------ | -------------- | ---------- | ----------------- | --------------------- | ---- | -------- |
| 4-5-1966   | Дублін             | Ірландія       | 0 – 4      | ФРН               | товариський матч      | -    |          |
| 12-10-1966 | Анкара             | Туреччина      | 0 – 2      | ФРН               | товариський матч      | -    |          |
| 19-11-1966 | Кельн              | ФРН            | 3 – 0      | Норвегія          | товариський матч      | -    |          |
| 22-3-1967  | Ганновер           | ФРН            | 1 – 0      | Болгарія          | товариський матч      | -    |          |
| 3-5-1967   | Белград            | Югославія      | 1 – 0      | ФРН               | Відбір до ЧЄ 1968     | -1   |          |
| 27-9-1967  | Гельзенкірхен      | ФРН            | 5 – 1      | Франція           | товариський матч      | -1   |          |
| 7-10-1967  | Гамбург            | ФРН            | 3 – 1      | Югославія         | Відбір до ЧЄ 1968     | -1   |          |
| 6-3-1968   | Брюссель           | Бельгія        | 1 – 3      | ФРН               | товариський матч      | -1   |          |
| 25-9-1968  | Марсель            | Франція        | 1 – 1      | ФРН               | товариський матч      | -1   |          |
| 13-10-1968 | Відень             | Австрія        | 0 – 2      | ФРН               | Відбір до ЧС 1970     | -    |          |
| 14-12-1968 | Ріо-де-Жанейро     | Бразилія       | 2 – 2      | ФРН               | товариський матч      | -2   |          |
| 22-12-1968 | Мехіко             | Мексика        | 0 – 0      | ФРН               | товариський матч      | -    |          |
| 26-3-1969  | Франкфурт-на-Майні | ФРН            | 1 – 1      | Уельс             | товариський матч      | -1   |          |
| 16-4-1969  | Глазго             | Шотландія      | 1 – 1      | ФРН               | Відбір до ЧС 1970     | -1   |          |
| 10-5-1969  | Нюрнберг           | ФРН            | 1 – 0      | Австрія           | Відбір до ЧС 1970     | -    |          |
| 21-5-1969  | Ессен              | ФРН            | 12 – 0     | Кіпр              | Відбір до ЧС 1970     | -    |          |
| 24-9-1969  | Софія (місто)      | Болгарія       | 0 – 1      | ФРН               | товариський матч      | -    |          |
| 22-10-1969 | Гамбург            | ФРН            | 3 – 2      | Шотландія         | Відбір до ЧС 1970     | -2   |          |
| 8-4-1970   | Штутгарт           | ФРН            | 1 – 1      | Румунія           | товариський матч      | -1   |          |
| 3-6-1970   | Леон               | ФРН            | 2 – 1      | Марокко           | ЧС 1970 - 1-й етап    | -1   |          |
| 7-6-1970   | Леон               | ФРН            | 5 – 2      | Болгарія          | ЧС 1970 - 1-й етап    | -2   |          |
| 10-6-1970  | Леон               | ФРН            | 3 – 1      | Перу              | ЧС 1970 - 1-й етап    | -1   |          |
| 14-6-1970  | Леон               | ФРН            | 3 – 2 д.ч. | Англія            | ЧС 1970 - чвертьфінал | -2   |          |
| 17-6-1970  | Мехіко             | Італія         | 4 – 3 д.ч. | ФРН               | ЧС 1970 - півфінал    | -3   |          |
| 9-9-1970   | Леверкузен         | ФРН            | 3 – 1      | Болгарія          | товариський матч      | -1   |          |
| 17-10-1970 | Кельн              | ФРН            | 1 – 1      | Туреччина         | Відбір до ЧЄ 1972     | -1   |          |
| 18-11-1970 | Загреб             | Югославія      | 2 – 0      | ФРН               | товариський матч      | -2   |          |
| 17-2-1971  | Тирана             | Албанія        | 0 – 1      | ФРН               | Відбір до ЧЄ 1972     | -    |          |
| 25-4-1971  | Стамбул            | Туреччина      | 0 – 3      | ФРН               | Відбір до ЧЄ 1972     | -    |          |
| 12-6-1971  | Карлсруе           | ФРН            | 2 – 0      | Албанія           | Відбір до ЧЄ 1972     | -    |          |
| 27-6-1971  | Гетеборг           | Швеція         | 1 – 0      | ФРН               | товариський матч      | -1   |          |
| 30-6-1971  | Копенгаген         | Данія          | 1 – 3      | ФРН               | товариський матч      | -1   |          |
| 8-9-1971   | Ганновер           | ФРН            | 5 – 0      | Мексика           | товариський матч      | -    |          |
| 10-10-1971 | Краків             | Польща         | 1 – 3      | ФРН               | Відбір до ЧЄ 1972     | -1   |          |
| 17-11-1971 | Вольфсбург         | ФРН            | 0 – 0      | Польща            | Відбір до ЧЄ 1972     | -    |          |
| 29-3-1972  | Братислава         | Чехословаччина | 0 – 2      | ФРН               | товариський матч      | -    |          |
| 29-4-1972  | Лондон             | Англія         | 1 – 3      | ФРН               | Відбір до ЧЄ 1972     | -1   |          |
| 13-5-1972  | Берлін             | ФРН            | 0 – 0      | Англія            | Відбір до ЧЄ 1972     | -    |          |
| 26-5-1972  | Мюнхен             | ФРН            | 4 – 1      | Чехословаччина    | товариський матч      | -1   |          |
| 14-6-1972  | Антверпен          | Бельгія        | 1 – 2      | ФРН               | ЧЄ 1972 - 1-й етап    | -1   |          |
| 18-6-1972  | Брюссель           | ФРН            | 3 – 0      | СРСР              | ЧЄ 1972 - 1-й етап    | -    |          |
| 15-11-1972 | Дюссельдорф        | ФРН            | 5 – 1      | Швейцарія         | товариський матч      | -1   |          |
| 14-2-1973  | Кельн              | ФРН            | 2 – 3      | Аргентина         | товариський матч      | -3   |          |
| 9-5-1973   | Штутгарт           | ФРН            | 0 – 1      | Югославія         | товариський матч      | -1   |          |
| 16-6-1973  | Кайзерслаутерн     | ФРН            | 0 – 1      | Бразилія          | товариський матч      | -1   |          |
| 14-11-1973 | Глазго             | Шотландія      | 1 – 1      | ФРН               | товариський матч      | -1   |          |
| 24-11-1973 | Мангайм            | ФРН            | 2 – 1      | Іспанія           | товариський матч      | -1   |          |
| 26-2-1974  | Рим                | Італія         | 0 – 0      | ФРН               | товариський матч      | -    |          |
| 27-3-1974  | Дрезден            | ФРН            | 2 – 1      | Японія            | товариський матч      | -1   |          |
| 1-5-1974   | Менхенгладбах      | ФРН            | 2 – 0      | Швеція            | товариський матч      | -    |          |
| 14-6-1974  | Берлін             | ФРН            | 1 – 0      | Чилі              | ЧС 1974 - 1-й етап    | -    |          |
| 18-6-1974  | Гамбург            | Австралія      | 0 – 3      | ФРН               | ЧС 1974 - 1-й етап    | -    |          |
| 22-6-1974  | Гамбург            | НДР            | 1 – 0      | ФРН               | ЧС 1974 - 1-й етап    | -1   |          |
| 26-6-1974  | Дюссельдорф        | Югославія      | 0 – 2      | ФРН               | ЧС 1974 - 2-й етап    | -    |          |
| 30-6-1974  | Дюссельдорф        | ФРН            | 4 – 2      | Швеція            | ЧС 1974 - 2-й етап    | -2   |          |
| 3-7-1974   | Франкфурт-на-Майні | Польща         | 0 – 1      | ФРН               | ЧС 1974 - 2-й етап    | -    |          |
| 7-7-1974   | Мюнхен             | Нідерланди     | 1 – 2      | ФРН               | ЧС 1974 - Фінал       | -1   |          |
| 4-9-1974   | Базель             | Швейцарія      | 1 – 2      | ФРН               | товариський матч      | -1   |          |
| 20-11-1974 | Пірей              | Греція         | 2 – 2      | ФРН               | Відбір до ЧЄ 1976     | -2   |          |
| 12-3-1975  | Лондон             | Англія         | 2 – 0      | ФРН               | товариський матч      | -2   |          |
| 27-4-1975  | Софія (місто)      | Болгарія       | 1 – 1      | ФРН               | Відбір до ЧЄ 1976     | -1   |          |
| 17-5-1975  | Франкфурт-на-Майні | ФРН            | 1 – 1      | Сенегал           | товариський матч      | -1   |          |
| 3-9-1975   | Відень             | Австрія        | 0 – 2      | ФРН               | товариський матч      | -    |          |
| 11-10-1975 | Дюссельдорф        | ФРН            | 1 – 1      | Греція            | Відбір до ЧЄ 1976     | -1   |          |
| 19-11-1975 | Штутгарт           | ФРН            | 1 – 0      | Болгарія          | Відбір до ЧЄ 1976     | -    |          |
| 28-2-1976  | Ганновер           | ФРН            | 8 – 0      | Мальта            | Відбір до ЧЄ 1976     | -    |          |
| 24-4-1976  | Мадрид             | Іспанія        | 1 – 1      | ФРН               | Відбір до ЧЄ 1976     | -1   |          |
| 22-5-1976  | Гельзенкірхен      | ФРН            | 2 – 0      | Іспанія           | Відбір до ЧЄ 1976     | -    |          |
| 17-6-1976  | Белград            | Югославія      | 2 – 4      | ФРН               | ЧЄ 1976 - 1-й етап    | -2   |          |
| 20-6-1976  | Белград            | ФРН            | 2 – 2      | Чехословаччина    | ЧЄ 1976 - 1-й етап    | -2   |          |
| 17-11-1976 | Гамбург            | ФРН            | 2 – 0      | США               | товариський матч      | -    |          |
| 23-2-1977  | Париж              | Франція        | 1 – 0      | ФРН               | товариський матч      | -1   |          |
| 27-4-1977  | Кельн              | ФРН            | 5 – 0      | Північна Ірландія | товариський матч      | -    |          |
| 30-4-1977  | Ліма               | Перу           | 1 – 2      | ФРН               | товариський матч      | -1   |          |
| 12-6-1977  | Ріо-де-Жанейро     | Бразилія       | 1 – 1      | ФРН               | товариський матч      | -1   |          |
| 14-6-1977  | Мехіко             | Мексика        | 2 – 2      | ФРН               | товариський матч      | -2   |          |
| 7-9-1977   | Гельсінкі          | Фінляндія      | 0 – 1      | ФРН               | товариський матч      | -    |          |
| 8-10-1977  | Берлін             | ФРН            | 2 – 1      | Італія            | товариський матч      | -1   |          |
| 14-12-1977 | Дортмунд           | ФРН            | 1 – 1      | Уельс             | товариський матч      | -1   |          |
| 22-2-1978  | Мюнхен             | ФРН            | 2 – 1      | Англія            | товариський матч      | -1   |          |
| 8-3-1978   | Вольфсбург         | ФРН            | 1 – 0      | СРСР              | товариський матч      | -    |          |
| 5-4-1978   | Дрезден            | ФРН            | 0 – 1      | Аргентина         | товариський матч      | -1   |          |
| 19-4-1978  | Стокгольм          | Швеція         | 3 – 1      | ФРН               | товариський матч      | -3   |          |
| 1-6-1978   | Буенос-Айрес       | ФРН            | 0 – 0      | Польща            | ЧС 1978 - 1-й етап    | -    |          |
| 6-6-1978   | Кордова            | ФРН            | 6 – 0      | Мексика           | ЧС 1978 - 1-й етап    | -    |          |
| 10-6-1978  | Кордова            | ФРН            | 0 – 0      | Туніс             | ЧС 1978 - 1-й етап    | -    |          |
| 14-6-1978  | Кордова            | Італія         | 0 – 0      | ФРН               | ЧС 1978 - 2-й етап    | -    |          |
| 18-6-1978  | Кордова            | ФРН            | 2 – 2      | Нідерланди        | ЧС 1978 - 2-й етап    | -2   |          |
| 21-6-1978  | Кордова            | Австрія        | 3 – 2      | ФРН               | ЧС 1978 - 2-й етап    | -3   |          |
| 11-10-1978 | Прага              | Чехословаччина | 3 – 4      | ФРН               | товариський матч      | -3   |          |
| 15-11-1978 | Будапешт           | Угорщина       | 0 – 0      | ФРН               | товариський матч      | -    |          |
| 25-2-1979  | Гзіра              | Мальта         | 0 – 0      | ФРН               | Відбір до ЧЄ 1980     | -    |          |
| 2-5-1979   | Рексем             | Уельс          | 0 – 2      | ФРН               | Відбір до ЧЄ 1980     | -    |          |
| 22-5-1979  | Дублін             | Ірландія       | 1 – 3      | ФРН               | товариський матч      | -1   |          |
| 26-5-1979  | Рейк'явік          | Ісландія       | 1 – 3      | ФРН               | товариський матч      | -1   |          |
| Усього     |                    | Матчів         | 95         |                   | Голів                 | -80  |          |

## Титули і досягнення
| Збірна ФРН - Чемпіон світу (1974) - фіналіст чемпіонату світу (1966) - 3-є місце на чемпіонаті світу (1970) - чемпіон Європи (1972) - фіналіст чемпіонату Європи (1976) | «Баварія» (Мюнхен) - володар Кубка європейських чемпіонів (1974, 1975 і 1976) - переможець Кубка володарів Кубків (1967) - володар Міжконтинентального кубка (1976) - чемпіон Німеччини (1969, 1972, 1973, 1974 і 1980) - володар Кубка Німеччини (1966, 1967, 1969 і 1971) | Особисті - Футболіст року в Німеччині (1975, 1977 і 1978) - найкращий воротар Німеччини у XX сторіччі (за версією IFFHS) - 4-е місце у списку найкращих воротарів XX сторіччя |